# Prosimulium hirtipes
Prosimulium hirtipes är en tvåvingeart som först beskrevs av Fries 1824.  Prosimulium hirtipes ingår i släktet Prosimulium och familjen knott. Arten är reproducerande i Sverige. Inga underarter finns listade i Catalogue of Life.